# Bumirejo (Kaliangkrik)
Bumirejo is een bestuurslaag in het regentschap Magelang van de provincie Midden-Java, Indonesië. Bumirejo telt 1942 inwoners (volkstelling 2010).